# Olios exterritorialis
Olios exterritorialis är en spindelart som beskrevs av Embrik Strand 1907. Olios exterritorialis ingår i släktet Olios och familjen jättekrabbspindlar. Inga underarter finns listade i Catalogue of Life.